# Витамсвил (Охајо)
Витамсвил (енгл. Withamsville) насељено је место без административног статуса у америчкој савезној држави Охајо.

## Демографија
По попису из 2010. године број становника је 7.021, што је 3.876 (123,2%) становника више него 2000. године.
| Група             | 2000.         | 2010.         |
| Белци             | 3.054 (97,1%) | 6.588 (93,8%) |
| Афроамериканци    | 24 (0,8%)     | 101 (1,4%)    |
| Азијати           | 25 (0,8%)     | 103 (1,5%)    |
| Хиспаноамериканци | 24 (0,8%)     | 124 (1,8%)    |
| Укупно            | 3.145         | 7.021         |